# Osei Telesford
Osei Telesford (San Juan, 26 settembre 1983) è un ex calciatore trinidadiano, di ruolo difensore.